# 秘魯多齒鰳
秘魯多齒鰳為輻鰭魚綱鲱形目鋸腹鰳科的其中一種，為熱帶淡水魚，分布於南美洲秘魯淡水流域，本魚身體細長而扁長形，體上部淺灰褐色、下半部銀色，具有肩斑點，體長可達3.6公分，棲息在溪流底中層水域，生活習性不明。

## 擴展閱讀
維基物種上的相關：秘魯多齒鰳